# 堀内實三
堀内 實三（、1932年〈昭和7年〉9月27日 - ）は、日本の経営者、東宝不動産相談役、元・甲府宝塚劇場代表取締役社長、元・東宝専務取締役、映画プロデューサー。山梨県出身。

## 経歴
1932年、山梨県甲府市に生まれる。祖母が小林一三の実姉という係累もあり、1956年に立教大学経済学部を卒業後、東宝に入社。経理部に配属され、関係会社の収支計算に関与する。
1961年、配給部に移り、配給調査、配給業務、配給促進など、市場動向の掌握、配給実務、動員計画など戦略面を学んだ。『東京オリンピック』の動員計画の立案推進、『砂の女』『怪談』などのフリーブッキングにも参画した。
1973年、松岡功常務担当の元で営業本部制が敷かれると、配給部次長になる。配給＝興行＝宣伝の三位一体化を心がける。映画『八甲田山』（1977年）では、舞台となる八甲田山のある青森県庁へ通い詰め、青森県知事の承認を得て同作品を県民映画とし、地方は遅れ興行が常識であった時代に青森県内の上映全館で一斉封切りを実現した。
1978年に配給部長就任。1982年からは映画調整部長も兼ねる。1983年、配給部と関東支社が統合した映画営業部の初代部長に就任。映画営業部長兼映画調整部長となる。1984年6月には取締役映画調整部長兼宣伝部長となり、東宝配給の全作品の番組編成および宣伝にコミットした（但し映像事業部扱いのアニメおよび実写作品を除く）。
1984年にゴジラ復活に伴い「ゴジラ復活準備委員会」（のち「ゴジラ委員会」）を立ち上げ、その委員長に就任。『ゴジラvsビオランテ』以降もそのポストにあったが、すべてノンクレジット。
1989年に常務取締役。1994年に専務取締役。1997年に子会社東宝不動産の取締役を経て、1998年に同社の代表取締役社長に就任し、翌1999年に東宝取締役を退任した。2005年5月27日に東宝不動産相談役に退く。2017年3月1日に東宝不動産が権利義務一切を承継し解散したこ事により引退。

## 代表作
| 公開年 | 公開年   | 作品名                  | 制作（配給）                                                                    | 役職         | 監督                            |
| ------ | -------- | ----------------------- | ------------------------------------------------------------------------------- | ------------ | ------------------------------- |
| 1964年 | 2月15日  | 砂の女                  | 勅使河原プロダクション （東宝）                                                 | 宣伝係       | 勅使河原宏                      |
| 1973年 | 9月8日   | 人間革命                | 東宝映像 シナノ企画 （東宝）                                                    | 宣伝係       | 本編：舛田利雄 特撮：中野昭慶   |
| 1973年 | 12月9日  | 日本沈没                | 東宝映画 東宝映像 （東宝）                                                      | 宣伝係       | 本編：森谷司郎 特撮：中野昭慶   |
| 1976年 | 10月16日 | 犬神家の一族            | 角川春樹事務所 （東宝）                                                         | 宣伝係       | 市川崑                          |
| 1977年 | 6月4日   | 八甲田山                | 橋本プロモーション 東宝映像 シナノ企画 （東宝）                                 | 宣伝係       | 森谷司郎                        |
| 1980年 | 3月15日  | ドラえもん のび太の恐竜 | 小学館 シンエイ動画 （東宝）                                                    | 宣伝係       | 福富博                          |
| 1984年 | 12月15日 | ゴジラ                  | 東宝映画 （東宝）                                                               | 宣伝係       | 本編：橋本幸治 特撮：中野昭慶   |
| 1988年 | 4月16日  | となりのトトロ          | 徳間書店 スタジオジブリ （東宝）                                                | 宣伝顧問     | 宮崎駿                          |
| 1988年 | 4月16日  | 火垂るの墓              | 新潮社 スタジオジブリ （東宝）                                                  | 宣伝顧問     | 高畑勲                          |
| 1988年 | 6月25日  | 敦煌                    | 大映 電通 （東宝）                                                              | 推進委員代表 | 佐藤純彌                        |
| 1988年 | 7月16日  | AKIRA                   | 講談社 毎日放送 博報堂 バンダイ レーザーディスク 住友商事 東宝 東京ムービー新社 | 製作委員会   | 大友克洋                        |
| 1989年 | 7月22日  | ガンヘッド              | サンライズ バンダイ 角川書店 IMAGICA 東宝映画 （東宝）                          | 製作調整     | 本編：原田眞人 特撮：川北紘一   |
| 1989年 | 12月16日 | ゴジラvsビオランテ      | 東宝映画 （東宝）                                                               | 宣伝顧問     | 本編：大森一樹 特撮：川北紘一   |
| 1991年 | 12月14日 | ゴジラvsキングギドラ    | 東宝映画 （東宝）                                                               | 宣伝顧問     | 本編：大森一樹 特撮：川北紘一   |
| 1992年 | 12月12日 | ゴジラvsモスラ          | 東宝映画 （東宝）                                                               | 宣伝顧問     | 本編：大河原孝夫 特撮：川北紘一 |
| 1993年 | 7月17日  | 水の旅人 侍KIDS         | フジテレビ オフィス・トゥー・ワン （東宝）                                      | 製作         | 大林宣彦                        |
| 1993年 | 12月11日 | ゴジラvsメカゴジラ      | 東宝映画 （東宝）                                                               | 宣伝顧問     | 本編：大河原孝夫 特撮：川北紘一 |
| 1994年 | 2月5日   | ラストソング            | フジテレビ 東宝映画 （東宝）                                                    | 製作         | 杉田成道                        |
| 1994年 | 10月22日 | 四十七人の刺客          | 日本テレビ サントリー 東宝映画 （東宝）                                         | 製作総指揮   | 市川崑                          |
| 1994年 | 12月10日 | ゴジラvsスペースゴジラ  | 東宝映画 （東宝）                                                               | 宣伝顧問     | 本編：山下賢章 特撮：川北紘一   |
| 1995年 | 12月9日  | ゴジラvsデストロイア    | 東宝映画 （東宝）                                                               | 宣伝顧問     | 本編：大河原孝夫 特撮：川北紘一 |
| 1996年 | 10月26日 | 八つ墓村                | フジテレビ 東宝映画 （東宝）                                                    | 製作         | 市川崑                          |